# ويليام ستيفنز
ويليام ستيفنز (14 أبريل 1870 في الولايات المتحدة - 14 يوليو 1954 في نيوزيلندا) (بالإنجليزية: William Stephens)‏ هو لاعب كريكت نيوزلندي.

## وصلات خارجية
- ويليام ستيفنز على موقع إي آس بي آن كريك إنفو (الإنجليزية)